# Tournoi de tennis du New Jersey

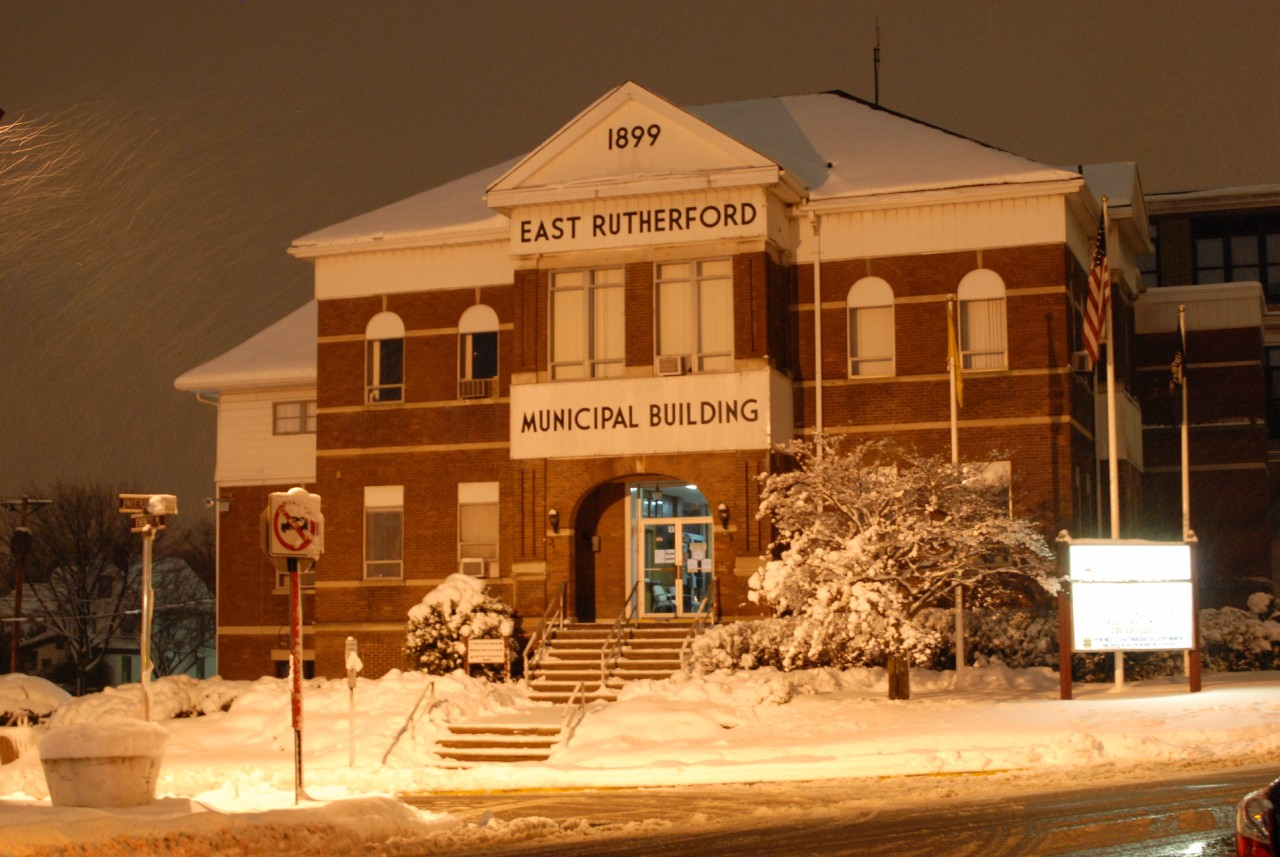
East Rutherford.

Le tournoi du New Jersey (États-Unis) est un tournoi de tennis féminin du circuit professionnel WTA.
En 1981 et 1982, le tournoi du New Jersey vient conclure la saison des Toyota Series se déroulant d'avril à décembre. Il voit s'affronter les joueuses ayant réalisé les meilleurs résultats de ces Toyota Series.

## Palmarès

### Simple
| No | Date       | Nom et lieu du tournoi                       | Catégorie | Dotation  | Surface         | Vainqueure           | Finaliste           | Score         |         |
| -- | ---------- | -------------------------------------------- | --------- | --------- | --------------- | -------------------- | ------------------- | ------------- | ------- |
| 1  | 13-08-1973 | Jersey Shore Tennis Classic, Wall Township   |           | 30 000 $  | Dur (int.)      | Margaret Smith Court | Lesley Hunt         | 4-6, 6-2, 6-3 | Tableau |
| 2  | 14-12-1981 | Toyota Series Championships, East Rutherford | Masters   | 250 000 $ | Dur (int.)      | Tracy Austin         | Martina Navrátilová | 2-6, 6-4, 6-2 | Tableau |
| 3  | 13-12-1982 | Toyota Series Championships, East Rutherford | Masters   | 300 000 $ | Dur (int.)      | Martina Navrátilová  | Chris Evert         | 4-6, 6-1, 6-2 | Tableau |
| 4  | 21-02-1983 | Ginny of Ridgewood, Ridgewood                |           | 50 000 $  | Moquette (int.) | Alycia Moulton       | Catrin Jexell       | 6-4, 6-2      | Tableau |

### Double
| No | Date       | Nom et lieu du tournoi                      | Catégorie | Dotation  | Surface         | Vainqueures                     | Finalistes                  | Score         |         |
| -- | ---------- | ------------------------------------------- | --------- | --------- | --------------- | ------------------------------- | --------------------------- | ------------- | ------- |
| 1  | 13-08-1973 | Jersey Shore Tennis Classic Wall Township   |           | 30 000 $  | Dur (int.)      | Françoise Dürr Betty Stöve      | Julie Anthony Mona Schallau | 6-4, 6-4      | Tableau |
| 2  | 14-12-1981 | Toyota Series Championships East Rutherford | Masters   | 250 000 $ | Dur (int.)      | Martina Navrátilová Pam Shriver | Rosie Casals Wendy Turnbull | 6-3, 6-4      | Tableau |
| 3  | 13-12-1982 | Toyota Series Championships East Rutherford | Masters   | 300 000 $ | Dur (int.)      | Martina Navrátilová Pam Shriver | Candy Reynolds Paula Smith  | 6-4, 7-5      | Tableau |
| 4  | 21-02-1983 | Ginny of Ridgewood Ridgewood                |           | 50 000 $  | Moquette (int.) | Beverly Mould Elizabeth Sayers  | Rosalyn Fairbank Susan Leo  | 7-6, 4-6, 7-5 | Tableau |